# 方譚氏手術
方譚氏手術（英文：Fontan procedure 或 Fontan–Kreutzer procedure，方譚－克羅依茨手術）是用于治療先天性单心室心臟病童的緩和性手术。 手術目標乃將靜脈血流由下腔静脉和上腔静脉直接導入肺动脉，使血流不通过形态学上的右心室（即將體循環、肺循环与仍具功能的單一心室以串联方式連接起來）。 本手術最初由法国波尔多的法蘭西斯‧方譚（Francis Fontan）和尤金‧鮑德（Eugene Baudet）于1968年進行，于1971年发表，並於同年由阿根廷布宜诺斯艾利斯的吉列爾莫·克羅依茨（Guillermo Kreutzer）改進，最终于1973年發表。 

## 适应症
方譚氏手術乃用於僅有一個有功能的心室（可能因為缺少瓣膜，例如三尖瓣或二尖瓣闭锁 ）、心脏的泵血能力异常（例如左心发育不良或右心发育不良）的先天性心臟病病童，或是患有複雜的先天性心臟病而不可能或不建议进行双心室修复的病童 。僅有一個具功能的心室的情況下，該心室需要負擔體循環與肺循環的血流量，工作量几乎是预期的两倍。因此患者通常在新生兒時期即表現發紺或鬱血性心衰竭。  通常在患者2-5岁时完成方譚氏手術，但也有在2岁之前进行的情況。  

## 禁忌症
方譚氏手術術後，回心血液直接流入肺部而未經心脏泵送。 因此，肺血管阻力過高的病童，單僅靠靜脈回流壓力可能不足以將足夠的缺氧血導入肺循環，因而可能无法耐受方譚氏手術的結果。 通常在进行手术之前进行心导管检查以检查肺血管阻力。肺血管阻力問題也是為何不在出生后立即进行本手術的原因：胎兒與新生兒的肺血管阻力高，数月以後才會下降。 在肺动脉发育不全，左心功能不全和嚴重二尖瓣功能不全的患者，也不適合進行方譚氏手術。 

## 种类
方譚氏手術有四个變形： 
- 將右心房心室化（原始的方譚氏手術）
- 心房與肺循環連接（原始克罗伊茨手術）
- 心内全腔靜脈－肺循環連接（侧道）（由Marc De Leval和Aldo Castañeda分别提出）
- 心外全腔靜脈－肺循環連接（由Carlo Marceletti提出）

## 手術
方譚氏手術通常分兩階段進行。 

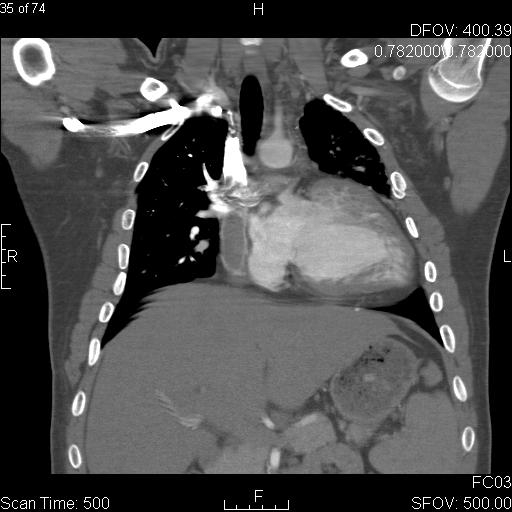
電腦斷層影像。19歲三尖瓣閉鎖病人，曾經双向格倫分流手術和方譚手術治疗。

第一阶段，也称为双向格倫手術（bidirectional Glenn procedure ）或半方譚氏手術（hemi-Fontan procedure）（另请参阅Kawashima手術 ），是將身體上部的缺氧血導引到肺部。也就是將肺动脉与它们现存的血液供应断开（例如，在Norwood手术过程中做成的分流，或是仍為開放狀態的動脈導管），並將上腔静脉 （輸送从身體上部返回的血液）与心脏分開並轉接到肺动脉。在此階段，負責輸送其他部位回心血液的下腔静脉仍保持原位，仍与心脏连接。 
第二阶段，也称为方譚克羅依茨手術（Fontan Kreutzer Completion），是將下腔靜脈連接到肺循環。完成後全身缺氧血僅由體循環静脉压力驱动，无需經心臟泵送，就進入肺循環，因而改善缺氧狀態，并使有功能的單一心室僅需負擔驅動體循環。 

## 术后并发症
在短期内，病童可能会發生肋膜腔積液（肺周围积聚液体），因而可能需要住院較久並引流積液。因此有的醫師在術中將靜脈與心房之間做小開口，這樣当静脉压力過高时，有些缺氧血可從開口流出以减轻压力。但是这会导致缺氧 ，而最後可能需要以心導管手術將其關閉。 
费城儿童医院单心室存活计划（Single Ventricle Survivorship Program ）负责人Jack Rychik博士在2016年的评论中回顧了方譚氏手術长期效果，認為是「潛隱與漸進的心衰竭」，並會對一些器官造成長期影響。  慢性静脉高压和低心输出量可能導致淋巴方面的并发症，例如乳糜胸、蛋白流失性肠病變和纖維蛋白性支氣管炎（plastic bronchitis）；這些併發症可能見於術後不久以及中期。 方譚氏手術也會在肝臟造成鬱血與淋巴水腫，導致进行性肝纤维化。近來已有提出對於這些器官與併發症進行長期追蹤與篩檢的方針。  
方譚氏手術是緩解性而非治愈性手術，不過對許多病人而言，可以讓他們的生長與發育接近正常。 然而，有20％到30％的患者最终将需要进行心脏移植 。此外，由於慢性静脉高压和潛在的器官损害，長期而言病人很難完全免於病痛。 